# John Potter (vescovo)
John Potter (Wakefield, 1674 – Lambeth, 10 ottobre 1747) è stato un arcivescovo anglicano e filologo inglese, arcivescovo di Canterbury dal 1737 fino alla sua morte.

## Biografia
Nato nel 1674, John Potter si immatricolò all'University College dell'Università di Oxford e, appena diciannovenne, pubblicò considerazioni filologiche sul De audiendis poetis di Plutarco e l'Oratio ad Juvenes di Basilio. Divenuto fellow del Lincoln College nel 1694, pubblicò un'edizione critica di Licofrone nel 1697. Tra il 1697 e il 1698 pubblicò in due volumi l'Archeologia graeca, rimasta popolare fino alla pubblicazione dei dizionari di William Smith.
Nel 1704 divenne il cappellano dell'arcivescovo Thomas Tenison e, poco dopo, fu scelto come cappellano della regina Anna. Nel 1708 divenne professore di teologia e canonico ad Oxford, mentre nel 1709 sposò Elizabeth Venner. Nel 1715 fu consacrato vescovo di Oxford e pubblicò un'edizione di Celemente d'Alessandria. Sostenitore della Chiesa Alta, nel 1707 scrisse Discourse on Chuch Government, in aperta polemica con Benjamin Hoadly, vescovo di Bangor. 
Nel gennaio del 1737 fu nominato successore di William Wake come arcivescovo di Canterbury. Mantenne la carica per poco più di un decennio e morì il 10 ottobre 1747. I suoi sermoni e opere teologiche furono pubblicate in tre volumi.